# Ситников, Василий Петрович
Васи́лий Петро́вич Си́тников  (1 (14) января 1911 года — 9 августа 1968 года) — советский морской пехотинец, ефрейтор, участник Советско-японской войны. Герой Советского Союза (1945).

## Биография
Родился 14 января 1911 года в селе Тишково Астраханской губернии (ныне Володарский район Астраханской области). Окончил 2 класса (по другим данным — 7 классов) школы, затем работал в колхозе. В 1937 году переехал в Хабаровский край, где устроился рыбаком в городе Советская Гавань.
В 1941 году призван на службу в Военно-морской флот. В качестве командира минометного отделения 74-го батальона морской пехоты (13-я бригада морской пехоты, Тихоокеанский флот) принимал участие в Советско-японской войне, в частности, в боях за корейский порт Сейсин (ныне Чхонджин, КНДР).
16 августа 1945 года советские корабли вошли в порт Сейсин. За городом были обнаружены крупные силы врага, завязался бой. Против роты морских пехотинцев выступил отборный офицерский полк японской армии. Ситников получил ранение, но позицию не оставил. После гибели командира взвода миномётчиков Ситников заменил его и взял под командование весь левый фланг. Дважды ефрейтор поднимал личный состав в контратаки с криками «За Родину! За Сталина!». Взвод отразил 7 атак противника, уничтожил 3 дзота, Ситников вновь был ранен. Через день у высоты, где произошло столкновение, было насчитано более 200 убитых из самурайского полка; морские пехотинце потеряли 7 человек, 35 бойцов были ранены.
Указом Президиума Верховного Совета СССР от 14 сентября 1945 года ефрейтору Ситникову было присвоено звание Героя Советского Союза.
После окончания войны был демобилизован, жил в Приморье. В 1946 году вступил в КПСС. В 1965 году вернулся на родину, работал в Тишковском рыбкооперативе.
Скончался Ситников 9 августа 1968 года. Похоронен в селе Тишково.

## Награды
- Герой Советского Союза (указ Президиума Верховного Совета СССР от 14 сентября 1945 года, орден Ленина и медаль «Золотая Звезда»)[2]
- медали